# اصلان‌بک ینالدیف
اصلان‌بک ینالدیف (روسی: Асланбек Иналович Еналдиев؛ ۱۸ دسامبر ۱۹۴۷ – ۳۰ مه ۲۰۱۵) وزنه‌بردار اهل شوروی بود.
وی در مسابقات کشوری و بین‌المللی در مجموع برندهٔ ۲ مدال نقره شده‌است.